# Fuglafjørður
Fuglafjørður je rybářské městečko na ostrově Eysturoy na Faerských ostrovech. Jeho název znamená "ptačí fjord". V roce 2005 zde žilo 1542 obyvatel. PSČ je FO 530. Zeměpisné souřadnice jsou 62°14'40 severní šířky a 6°48'52 západní délky.
Vesnice leží na okraji zálivu a rozkládá se na okolních příkrých kopcích. Centrum obce se nachází v blízkosti přístavu a je v něm většina obchodů a služeb. Přístav ve Fuglafjørðuru je rušný, protože ekonomika města je založena na zpracování ryb a rybích pokrmů. Nachází se zde rybářský průmysl, skluz, výroba vlečných sítí a také sklady oleje. V sedmdesátých letech 20. století zde byl z rybářského průmyslu cítit strašný zápach, ale to už se podařilo vyřešit.
V posledních letech se Fuglafjørður proslavil také nově zřízeným kulturním centrem v centru města, které se stalo jednou z hlavních kulturních atrakcí Eysturoye.

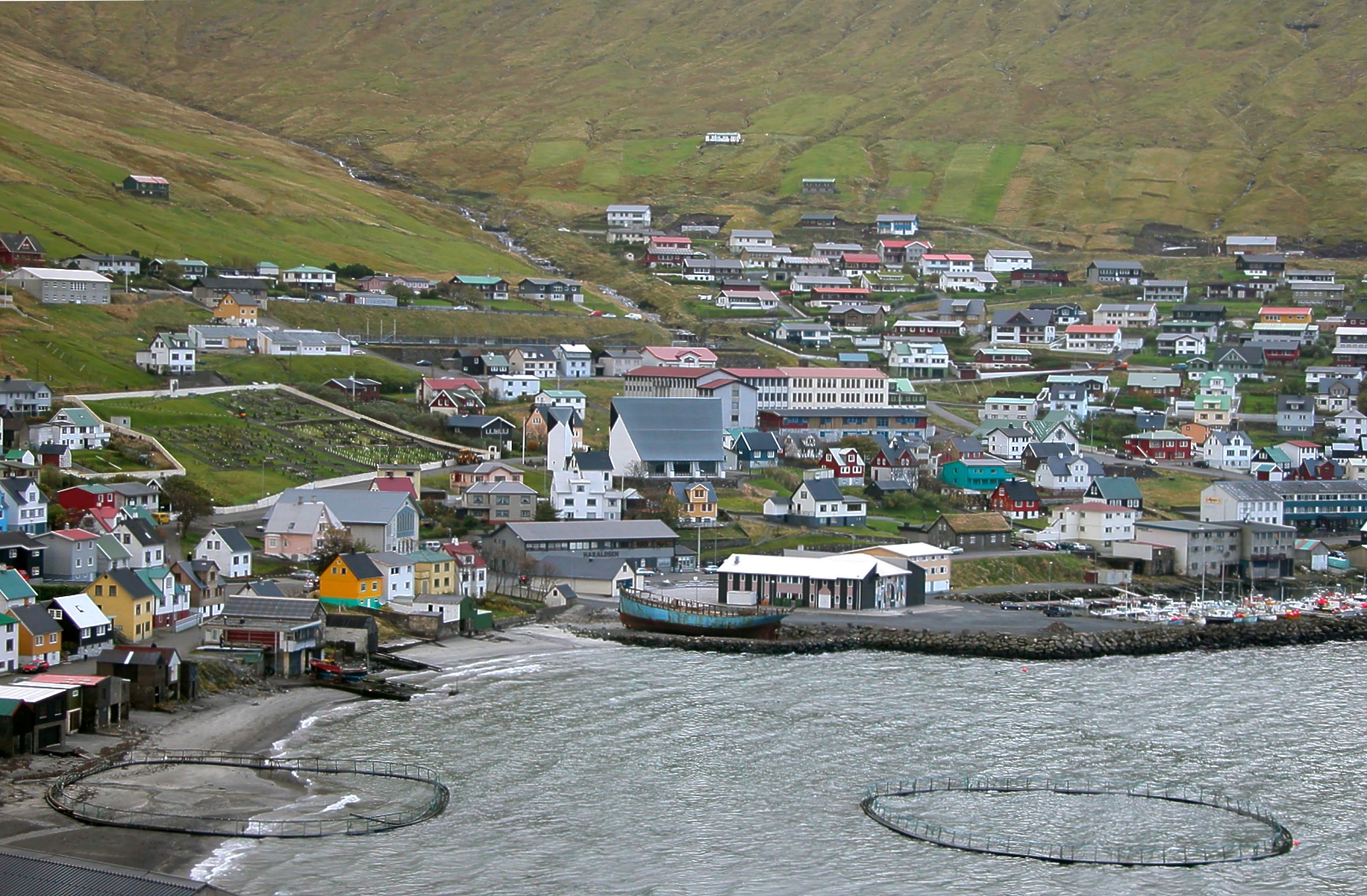
Pohled na město
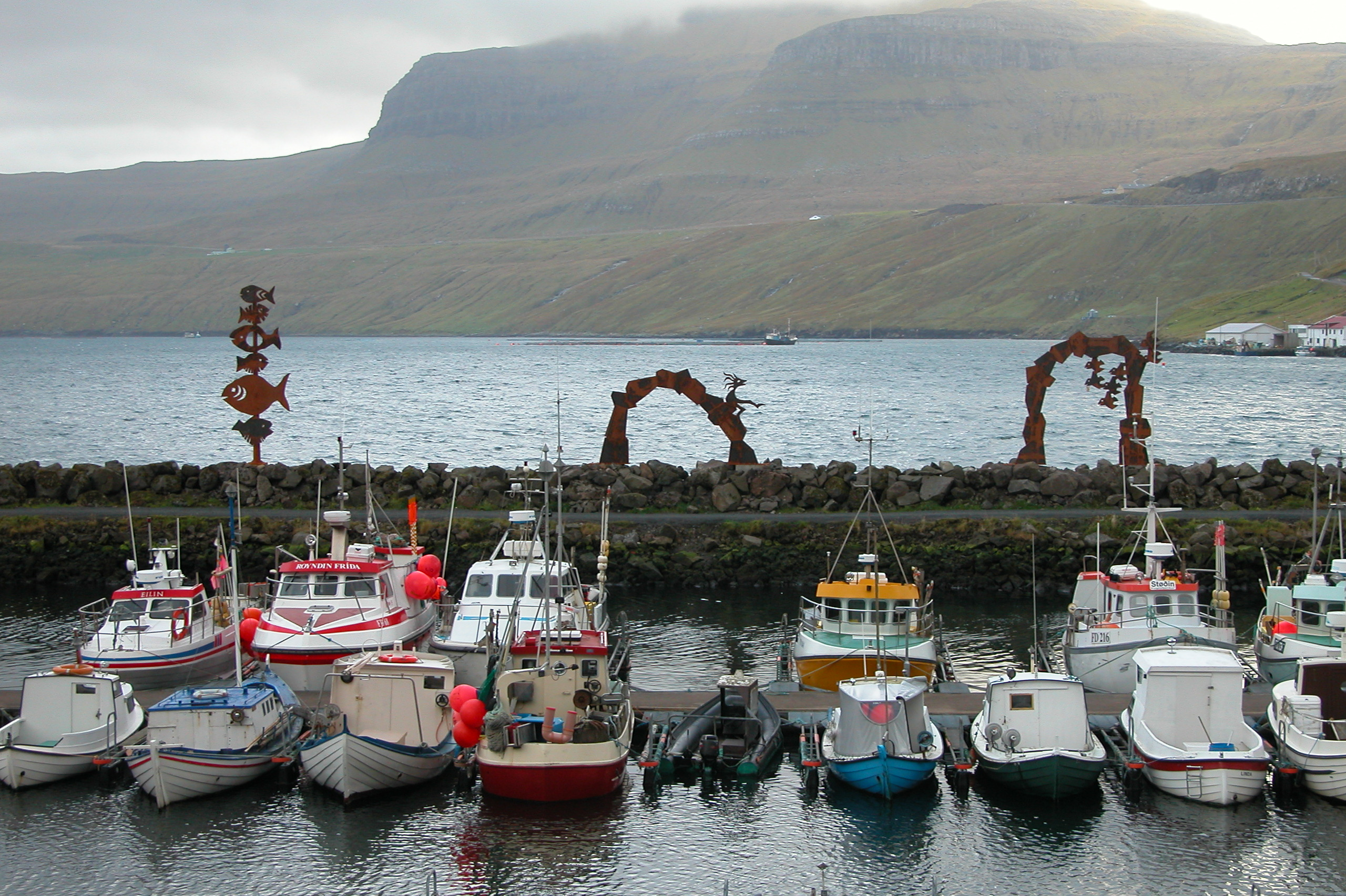
Přístav

## Historie a vývoj
V místě, kde se potok Gjógvará vlévá do moře, objevili archeologové pozůstatky vikinského dlouhého domu o délce 17 metrů se zdmi silnými 1,5 metru. Byl nalezen odstraněním čtyř nebo pěti novějších vrstev ruin, což svědčí o kontinuitě osídlení po mnoho staletí.
Ve 40. letech 19. století byla založena malá vesnice Hellur severně od Fuglafjørðuru. Tato vesnice se však nikdy nerozrostla a nyní v ní žije jen asi 30 obyvatel.
V 80. letech 20. století vzniklo předměstí Kambsdalur, kde žije asi 180 obyvatel. V Kambsdaluru se nachází také velké průmyslové centrum, vzdělávací centrum severovýchodních Faerských ostrovů a regionální sportovní centrum využívané především pro házenou, volejbal a sálovou kopanou.

## Sporty
Místním fotbalovým týmem je ÍF Fuglafjørður.

## Podnikání
Fuglafjørður je (i přes svou malou rozlohu) sídlem mnoha významných podniků na Faerských ostrovech. Patří mezi ně:
- Vónin, celosvětový dodavatel lovných zařízení, jako jsou vlečné sítě
- Framherji, provozovatel rybářských lodí
- Pelagos, jedno z nejmodernějších pelagických zařízení v severním Atlantiku
- Sandgrevstur, vlastník a provozovatel nákladních plavidel
- KJ Hydralik, námořní služby
- JT Electric, jedna z předních společností na světě, která vyrábí a prodává podmořské lampy a kamery pro akvakulturu
- Havsbrún, výrobce krmiva pro ryby

## Významní lidé
Mezi významné osobnosti, které se narodily nebo žily ve Fuglafjørðuru, patří:
- Eilif Samuelsen (narozen 1934), učitel a politik
- Trygvi Samuelsen (1907 – 1985), právník
- Heðin Kambsdal (born 1951), učitel a malíř
- Frits Jóhannesen, učitel a malíř
- Jógvan á Lakjuni (narozen 1952), učitel, politik, skladatel
- Bartal Eliasen (narozen 1976), fotbalista
- Abraham Løkin (narozen 1959), fotbalista
- Høgni Zachariasen (narozen 1982), fotbalista
- Henning Hansen (narozen 1980), fotbalista

## Partnerská města - sesterská města
Fuglafjørður je partnerským městem s:
- Aalborg, Dánsko
- Húsavík, Island
- Ilulissat, Grónsko